# José María Rodríguez Barreiro
José María Rodríguez Barreiro, también conocido como Xosé María Barreiro, (Bayona, Pontevedra, 28 de junio de 1871 - ibidem, 23 de noviembre de 1923) fue un periodista y escritor español que publicó en gallego y en español.

## Carrera

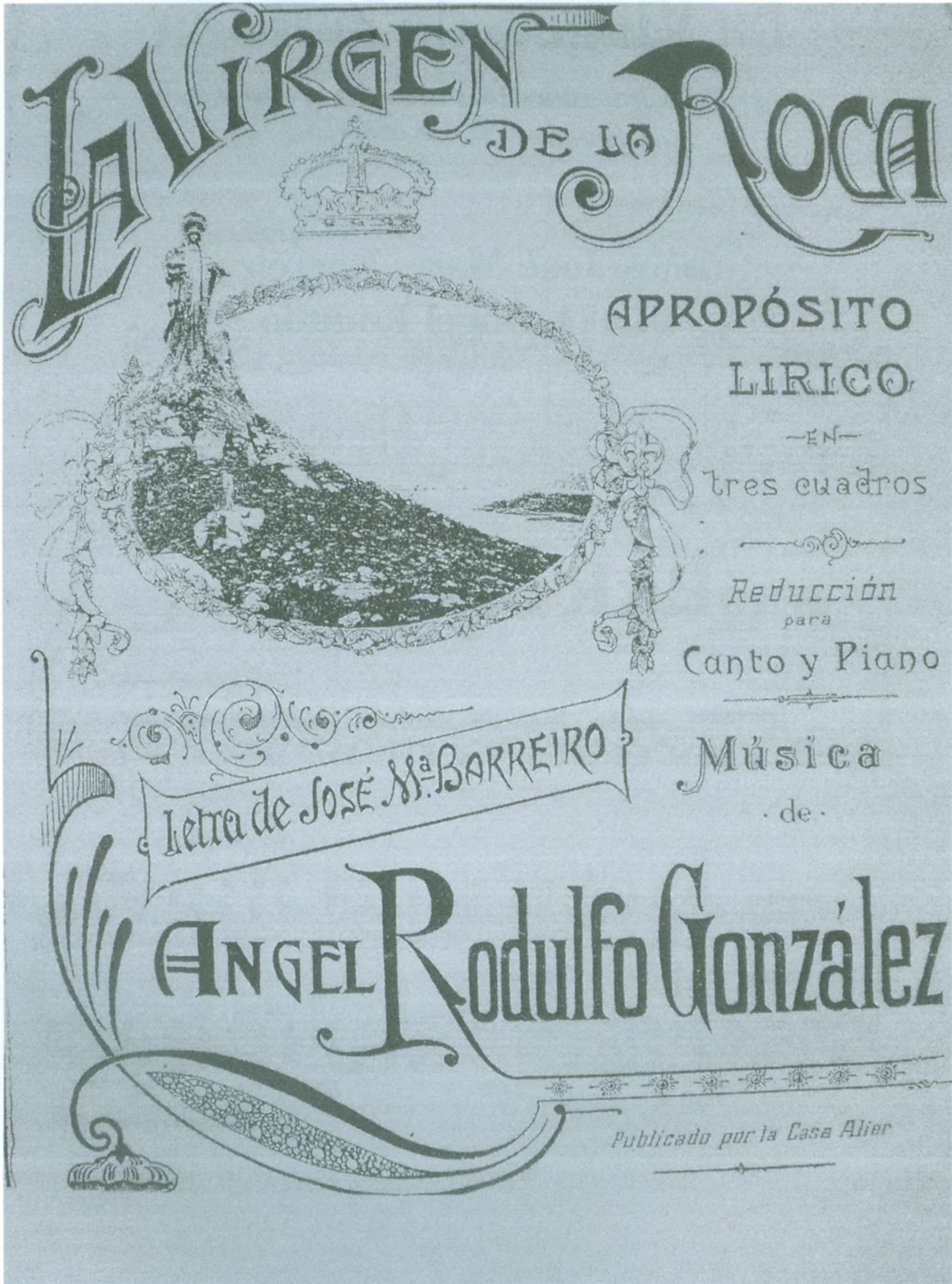
La Virgen de la Roca. Apropósito lírico.

Dirigió en Bayona los periódicos El Valle Miñor (1902) y El Miñor (1904 - octubre 1905). Fue redactor del Faro de Vigo. Escribió el drama en verso Gente de Mar, estrenado en Bayona en 1907, La Virgen de la Roca. Apropósito lírico en tres cuadros (1910) estrenado en Vigo en 1911 con música de Ángel Rodulfo, y Un conto, diálogo en gallego escrito para Hipólito Reguenga y Castelao. En 1910 dirigió el Heraldo de Bayona y en 1914 el periódico rural y anticaciquil El Pueblo. Participó en el II Congreso Agrario Provincial de Pontevedra (1915). El Pueblo se cerró en 1916 y José María fue condenado a cuatro años de destierro por supuestas injurias a un clérigo. Ayudado por la Sociedad Miñorana de Montevideo, emigró a Sudamérica, al Uruguay. Fundó la Casa de Galicia de Montevideo y dirigió el semanario Tierra Gallega (1917) y Galicia Nueva (1918). En Montevideo se representaron su Gente de Mar, La Romería de San Roque, Pan Quente, comedia costumbrista y varias veces la zarzuela La Virgen de la Roca. También firmó algunas de sus colaboraciones con el pseudónimo Franco del Todo. Realizó también un documental sobre costumbres y paisajes de Galicia (1918). Gravemente enfermo, regresó a Bayona, donde falleció en noviembre de 1923.